# 触角

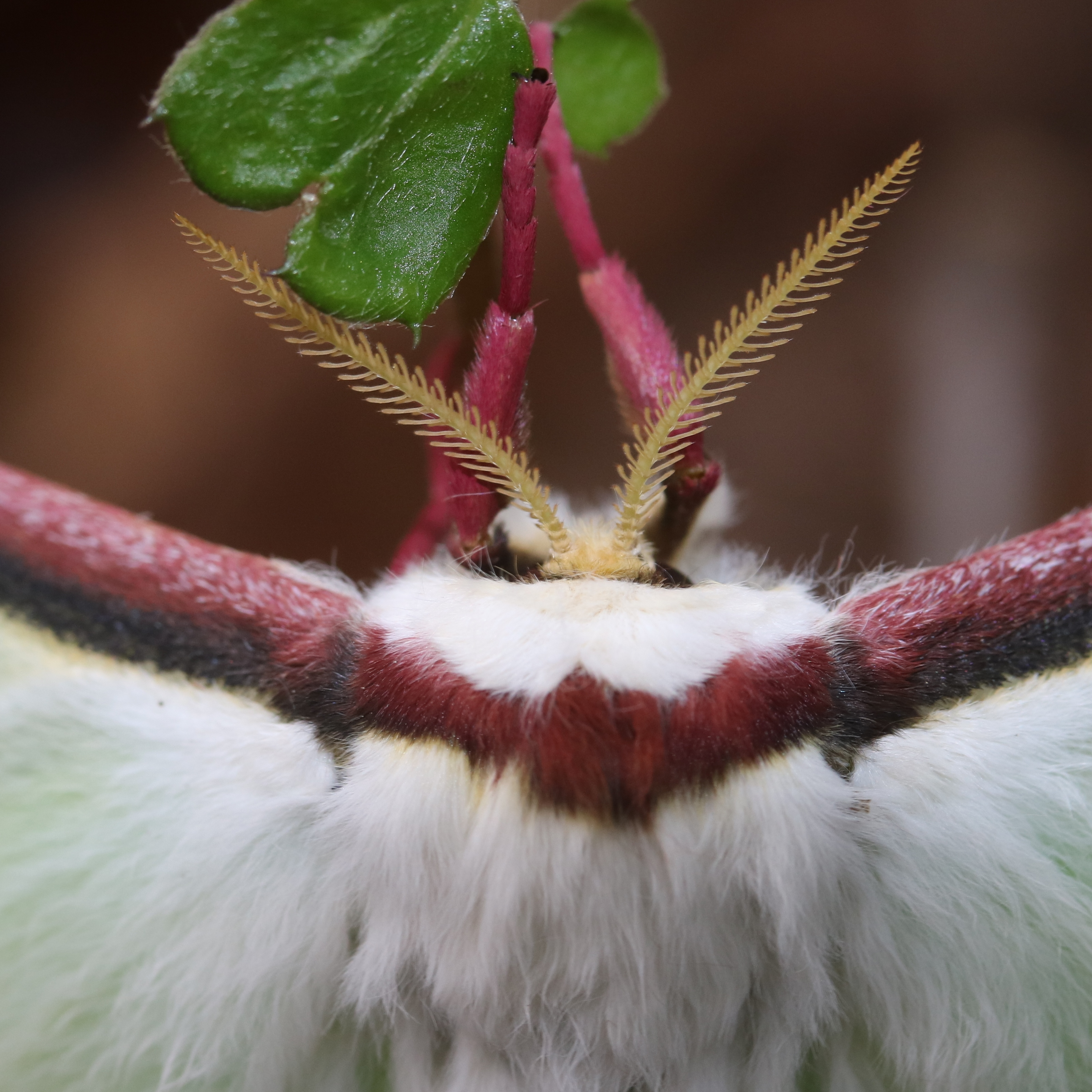
オオミズアオの触角

触角（しょっかく、antenna、複数形：antennae）は、節足動物などの頭部から突出している対になった器官のひとつ。主に感覚を司る。

## 基本的特徴
触角は、節足動物や軟体動物の腹足類などの頭部にある、対をなす細長い突起物である。

### 節足動物
節足動物の触角は頭部に備え、先節より後の体節に由来の付属肢（関節肢）である。左右に対をなし、外骨格に包まれる。多数の関節を持っているのが普通だが、途中の関節を大きく動かすものはまれで、多くの場合は基部の関節で大きく振り動かすように使われる。多くの場合は、頭部から前方へ伸ばし、進行方向を探る役割を果たしている。
触角は多くの節足動物が持っている。触角の形や配置は節足動物においては、おのおのの分類レベルで、それぞれに重要な分類形質となっている。特に昆虫類のコウチュウ目やハエ目の場合、触角の構造が科の分類で重視される。また、触角が二次的に退化し、もしくは触角に相同の付属肢が触角でない別の器官となった節足動物もある。

様々な昆虫の触角
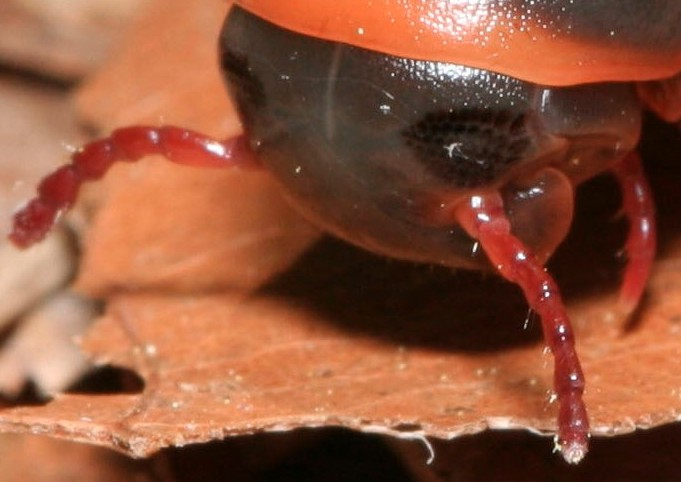
ヤスデの触角
軟甲類の体制模式図
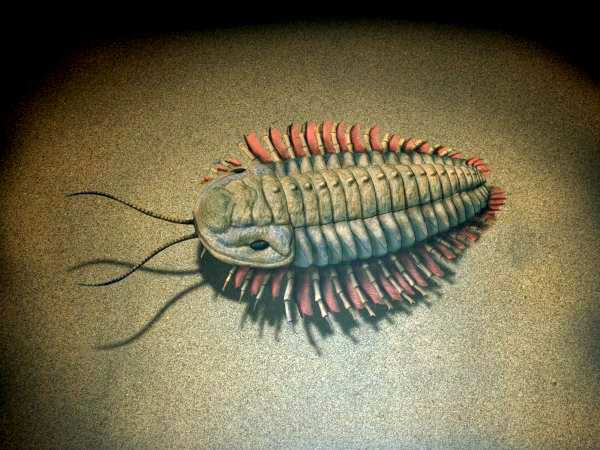
三葉虫Triarthrus eatoniの復元図

- 六脚類、多足類、Artiopoda類（三葉虫類など）、およびフーシェンフイア類などの触角は1対（甲殻類の第1触角に相同）で単枝型。ただし、六脚類のカマアシムシには触角がない。また、エダヒゲムシの触角には分枝があるように見える。
- 甲殻類では2対の触角をもち、前後で第1触角（first antenna、antennula）・第2触角（second antenna、単に「antenna」とも）と区別される。基本として第1触角は単枝型、第2触角はニ叉型である。ただし軟甲類とムカデエビの場合、第1触角は2本以上の分岐をもつ。甲殻類の初期幼生であるノープリウスは、第2触角を用いて遊泳をする。
- 鋏角類には触角はない。かつてこれは二次的退化の結果と思われたが、のちに鋏角は上述の群の第1触角に相同であると判明した[3]。ただし、歩脚の1対が細長く伸びて、触角のように環境を感知する役割を果たすようになっている鋏角類がある。クモガタ類に属するサソリモドキ類・ヤイトムシ類・ウデムシ類の第1脚、ザトウムシ類の第2脚などがその例である。また、クモガタ類の触肢は、感覚器官として用いられる例も少なくない。

### 有爪動物

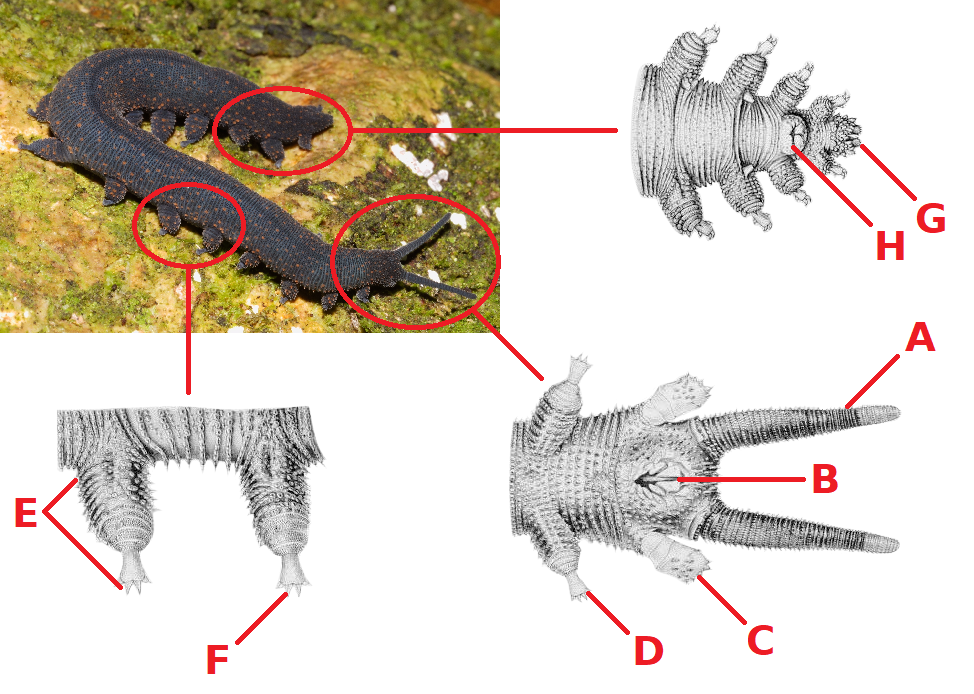
カギムシの触角（A）

節足動物に類縁の有爪動物（カギムシ類）は、頭部も1対の触角を持つ。柔軟で、密生した環節に細分される。付属肢であるが、節足動物の触角とは異なり、これは先節に由来のものである。

### 葉足動物

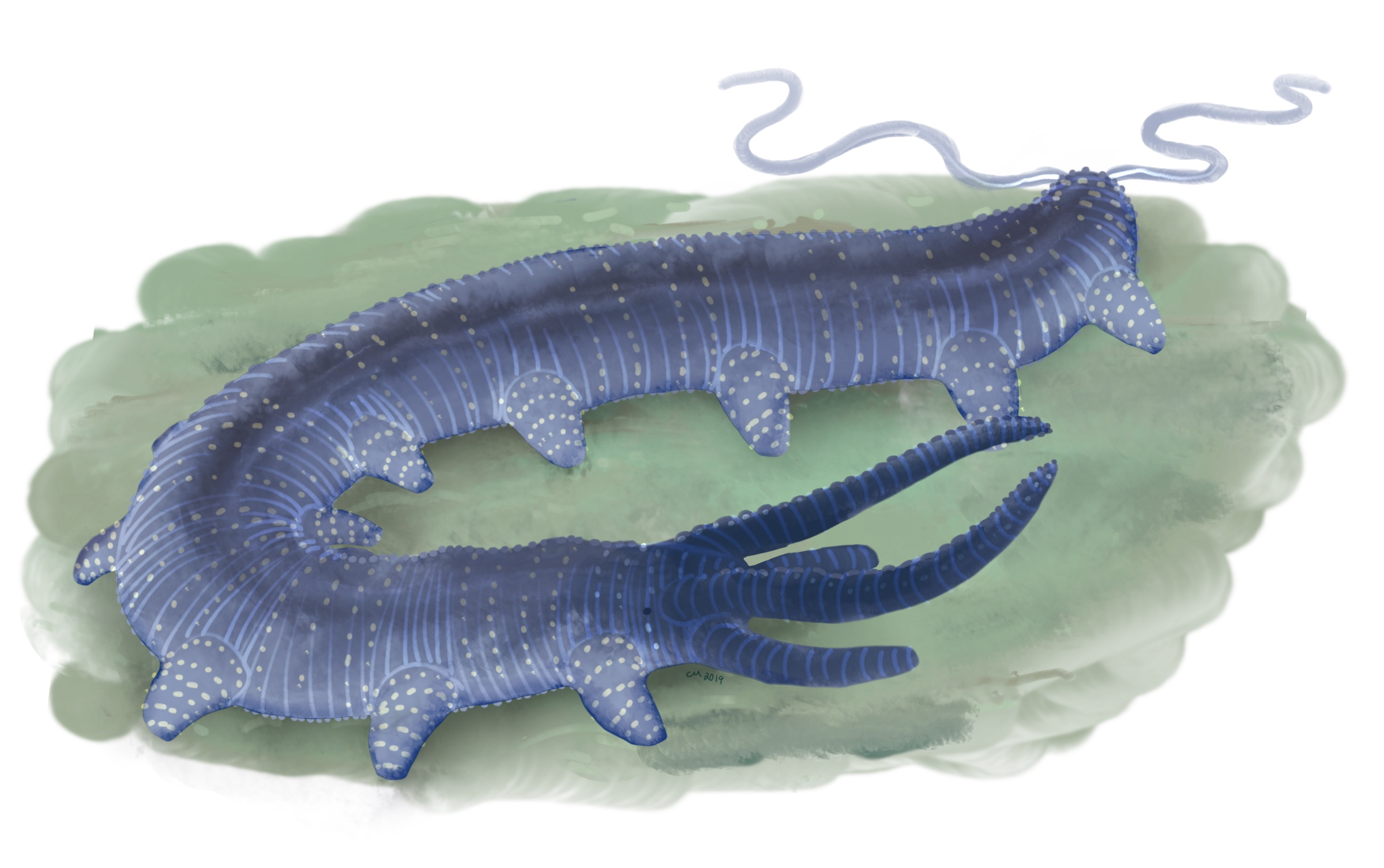
Antennacanthopodia

汎節足動物における3つの動物門（節足動物、緩歩動物、有爪動物）に至る絶滅動物群とされる葉足動物は、触角をもつ種類が確認される。基本として先節の付属肢に由来（有爪動物の触角に相同）と考えられる1対のみをもち、目立てない構造体であるが、オニコディクティオン属の Onychodictyon ferox は触角が羽毛状に発達し、Antennacanthopodia では2対の触角がある。

### 軟体動物
腹足類の頭部には上面に1対の突起があり、これが触角である。この触角は柔軟で細長く、先が細くなるものや、先端が膨らむものなど、様々な形のものがある。触角の基部には目がある場合が多い。カタツムリなどでは触角の先端に目があり、柄眼類と呼ばれる。

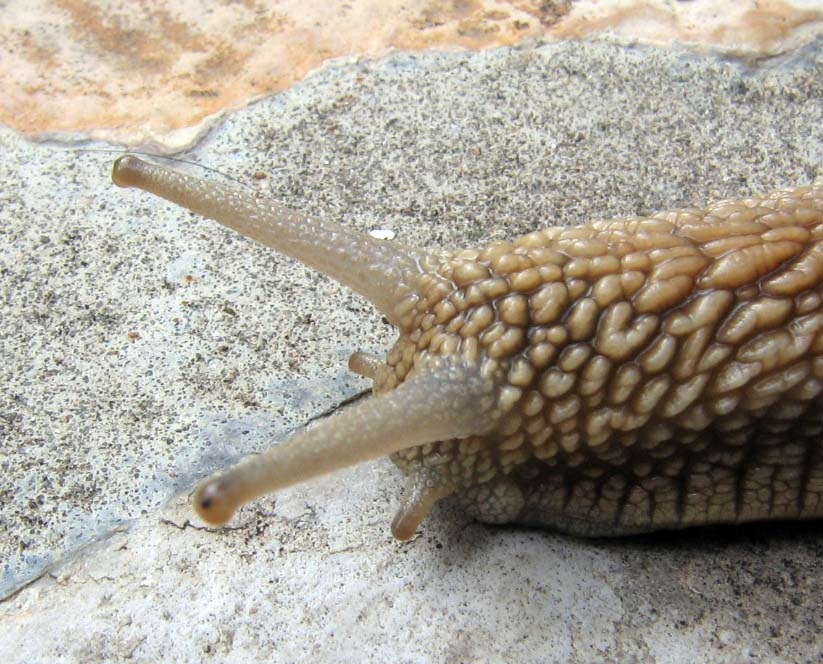
リンゴマイマイ（カタツムリ）の触角
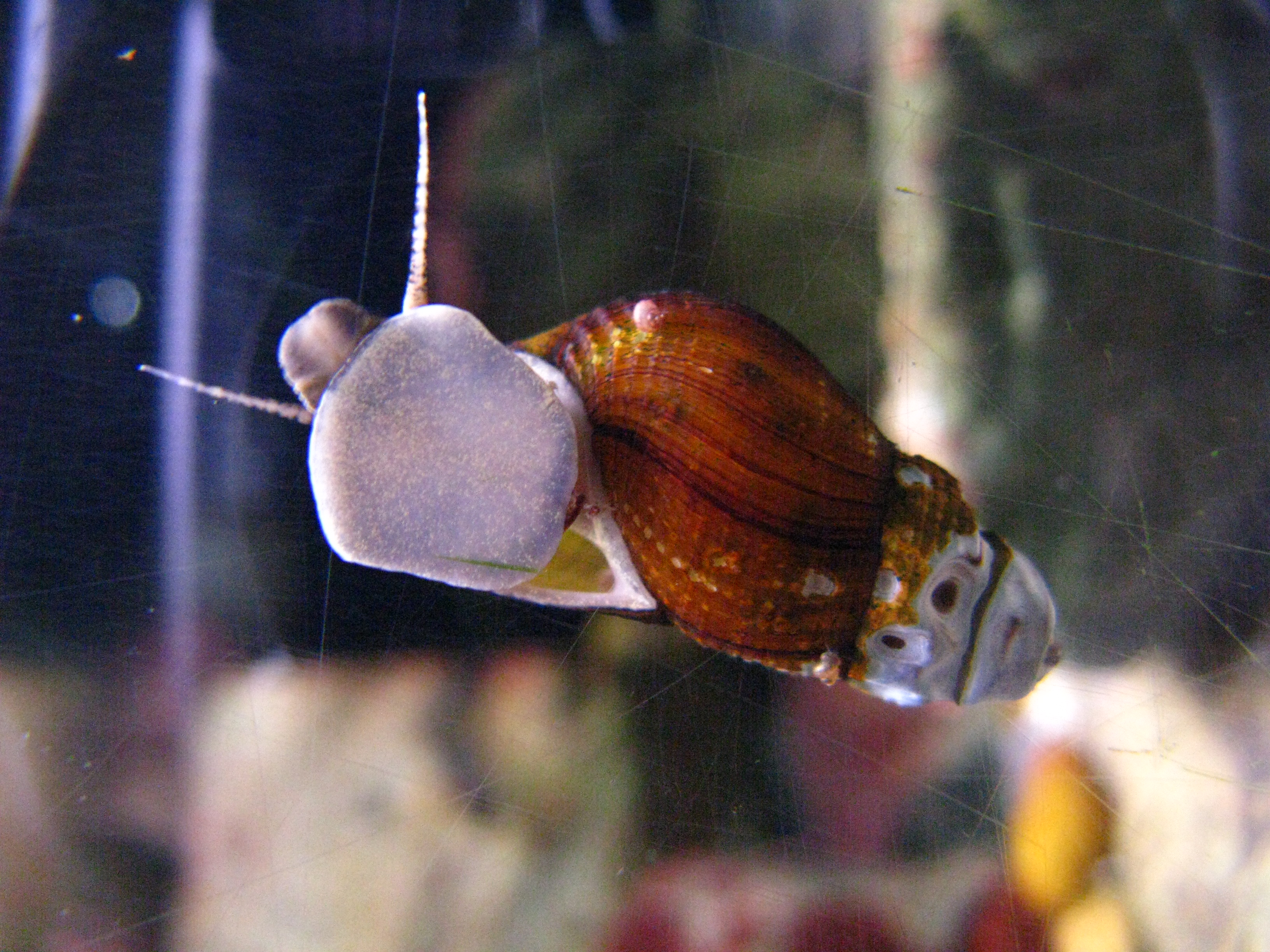
カワニナ類の触角

## 役割

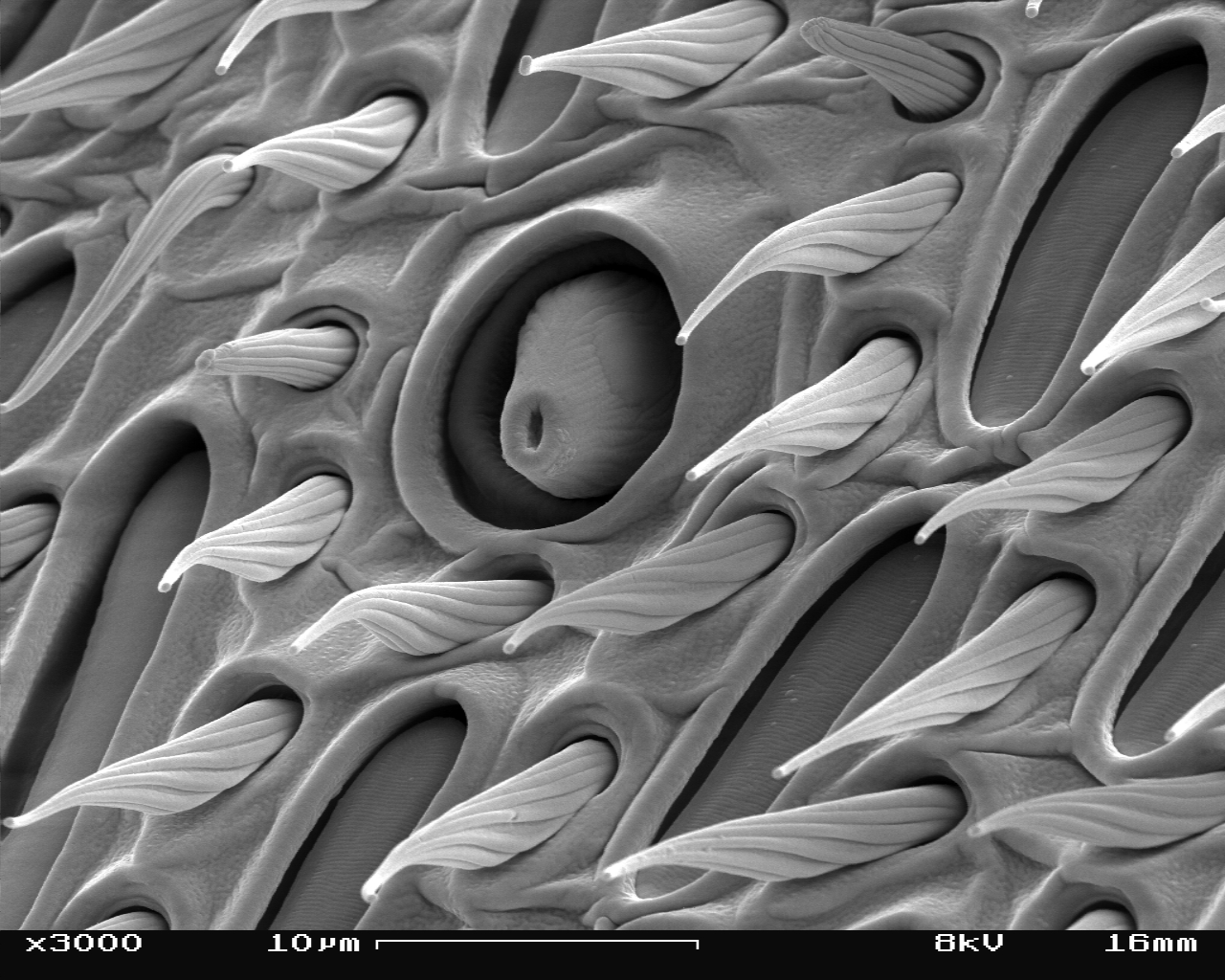
スズメバチの触角面の電子顕微鏡写真

多くの場合、触角は感覚器官であるとされている。何をどうやって感じているかは分類群によって様々であるが、多くの場合、接触・気流・熱・音あるいはにおいの感知と味覚を感じるための器官であるとされる。ガなどの昆虫では雌が誘引フェロモンを出して雄を呼び寄せるものがあるが、そのようなものでは、雄の触角の方が関節ごとに長い突起をもつ羽毛状になっているなど、雌に比べてよく発達している例が多い。
遊泳などの運動に用いられる例もよくある。甲殻類の初期幼生であるノープリウスは2対の触角と大顎だけを持ち、主として触角によって遊泳運動をする。ミジンコやカイエビ、貝虫は成体でも遊泳に於いて多くを触角に頼っている。
他に、ケンミジンコ類やアルテミアでは、雄の触角に、交尾時に雌を確保するための構造がある。

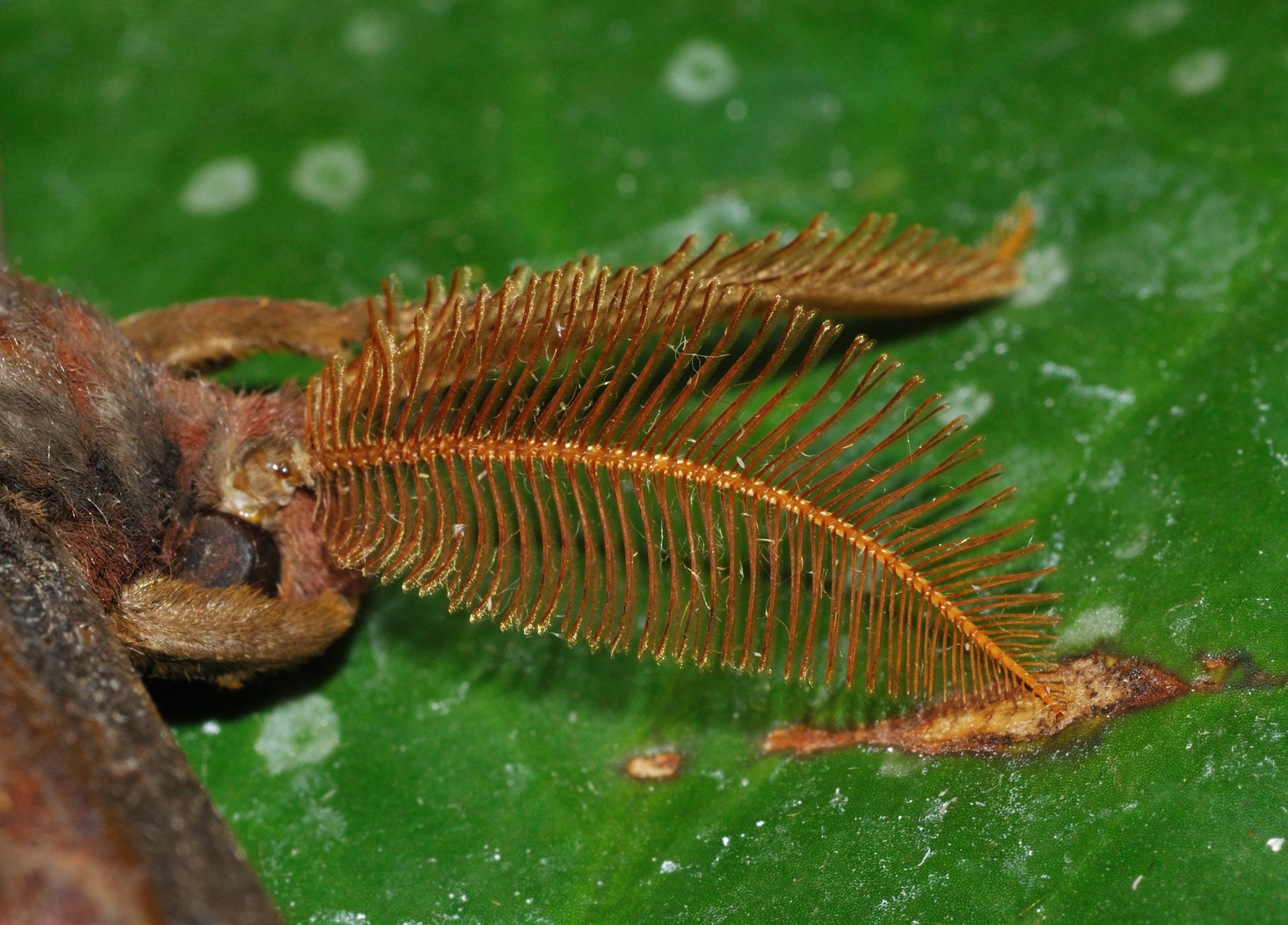
ヨナグニサンの羽毛状の触角
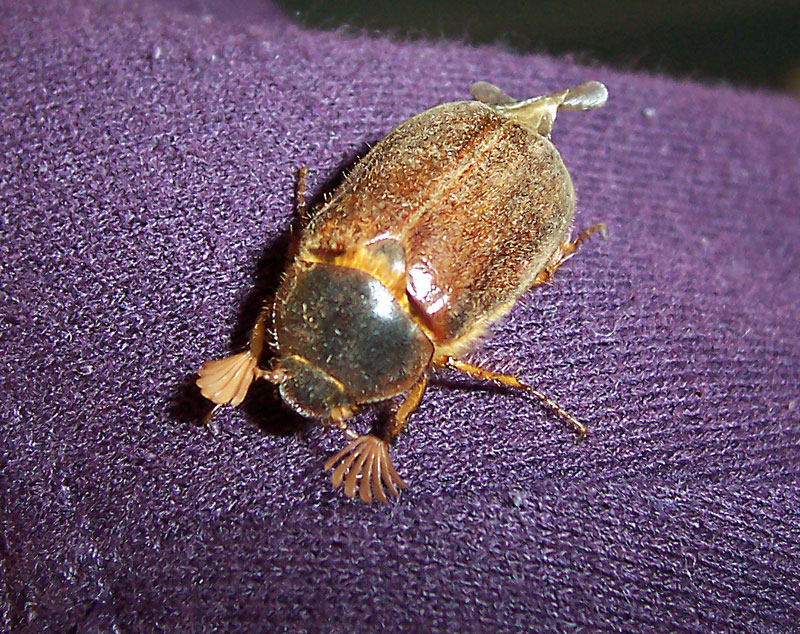
コガネムシの一種。触角の先が房状に広がる
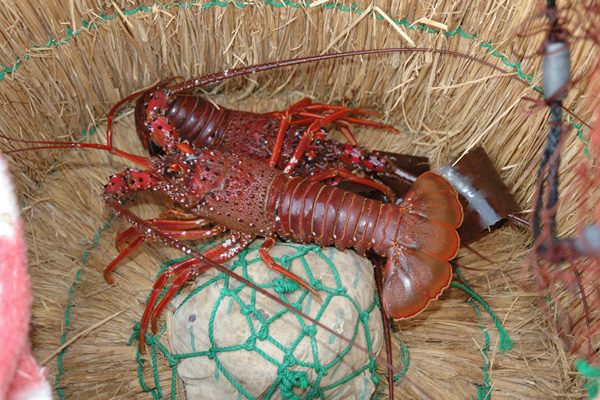
イセエビ。体よりも長い第2触角を持つ
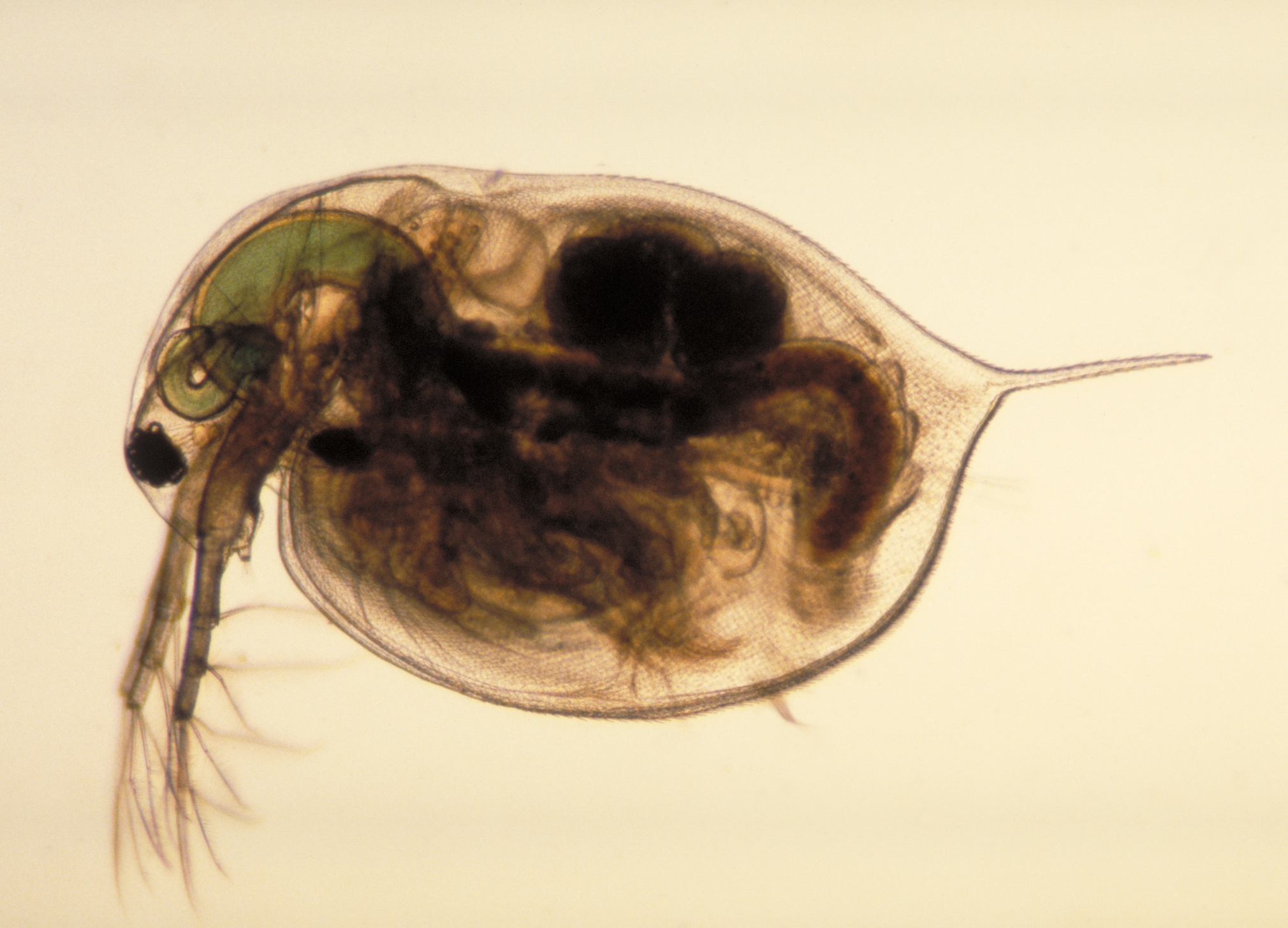
オオミジンコ。腕のような第2触角を持つ
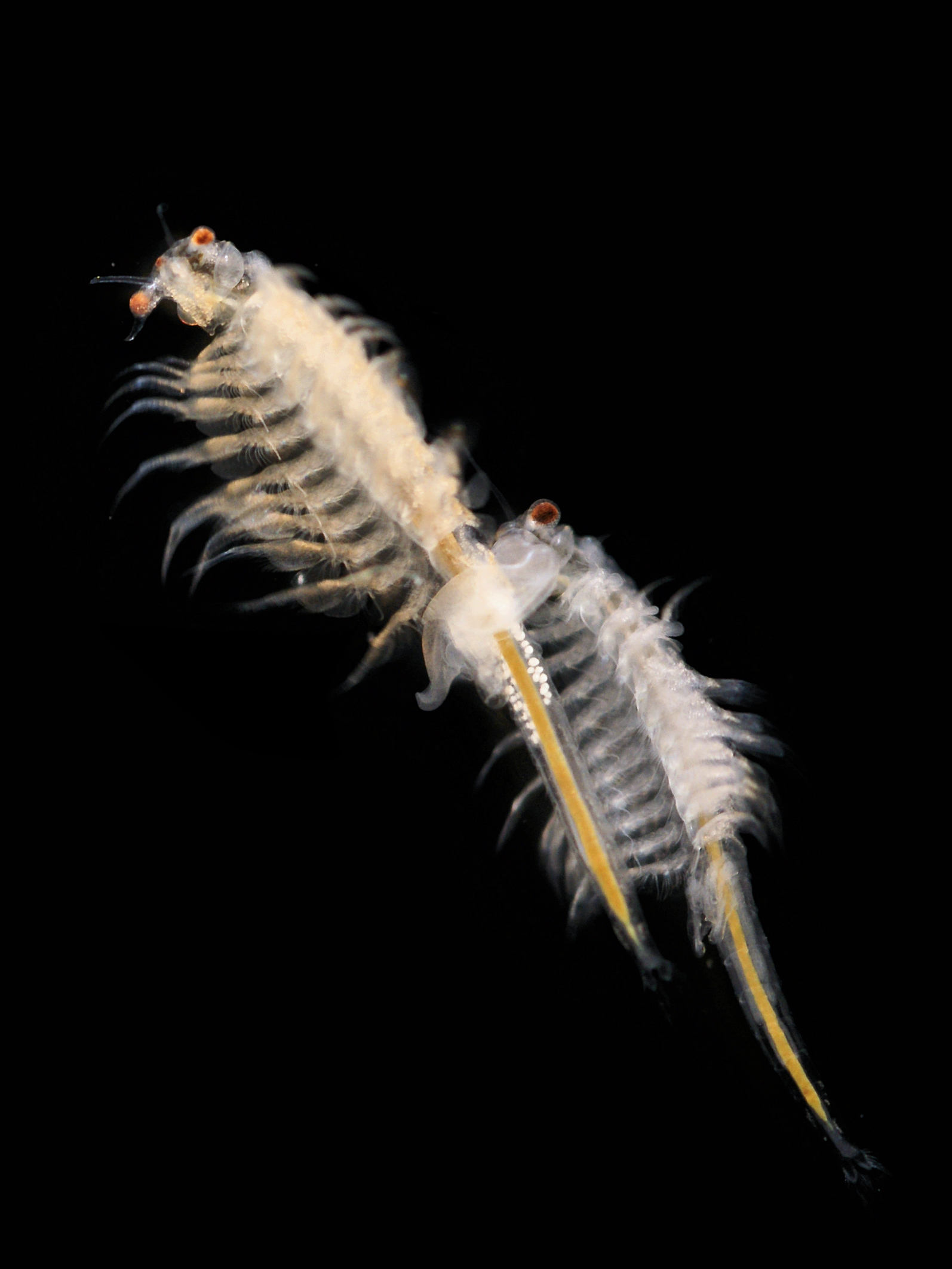
アルテミアの雌雄。下の雄は特殊化した第2触角を用いて雌を把握する